# Peuraneva
Peuraneva är en sumpmark i Finland. Den ligger i Jalasjärvi i landskapet Södra Österbotten, i den sydvästra delen av landet, 260 km norr om huvudstaden Helsingfors.